# Becky Hammon
Rebecca Lynn Becky Hammon (Rapid City, 11 de març de 1977) és una entrenadora de bàsquet i exjugadora professional de bàsquet estatunidenca nacionalitzada russa. Va passar la major part de la seva carrera a San Antonio Silver Stars de la Lliga de la WNBA. La seva posició era la d'escorta. El 23 de juliol de 2014 anunciava la seva retirada del professionalisme. Rebecca és considerada com una de les 15 millors jugadores de la història de la WNBA. Actualment és entrenadora assistent dels San Antonio Spurs de l'NBA, convertint-se en la primera dona que ocupa aquest lloc en la historia de la lliga.
La temporada 2009-10 jugà en el Ros Casares de València, equip amb el qual aconseguí el títol de Lliga femenina i el de Copa de la Reina.